# EMILYO
Die Europäische Initiative für den Austausch junger Offiziere inspiriert von Erasmus (englisch: European initiative for the exchange of young officers inspired by Erasmus, kurz EMILYO), auch bekannt als "militärisches Erasmus" ist eine Initiative einiger EU-Mitgliedsstaaten, um den Austausch von Offizieranwärtern, meistens anhand eines Auslandssemesters zu ermöglichen und darüber hinaus auch Lehrpersonal die Chance zu Auslandsaufenthalten zu bieten. Die Initiative gibt als ihr Ziel an, „dass der Austausch junger Offiziere langfristig die Ecksteine für erhöhte Interoperabilität und ein gemeinsames Verständnis des Militärs bildet.“ Aufgrund der nationalen Hoheit in Fragen der Landesverteidigung und damit auch der Offiziersausbildung ist eine Teilnahme an EMILYO immer nur im Rahmen des Willens der teilnehmenden EU-Mitgliedsstaaten möglich.
Die Initiative entstand aus einer Arbeitsgruppe des "Executive Academic Board" am "European Security and Defence College’s", die in nunmehr veränderter Form seit Februar 2009 besteht und noch immer den organisatorischen Kern der Initiative bildet. Die Entwicklung einzelner Bereiche geschieht organisatorisch darüber hinaus in derzeit achtzehn weiteren Arbeitsgruppen, sogenannte "Lines of Development" (deutsch: Entwicklungssträngen), die sich jeweils bestimmten Themengebieten widmen.
Die teilnehmenden Staaten und Institutionen sind über das gesamte Gebiet der EU verteilt. Der südlichste Teilnehmerstaat ist derzeit Griechenland, der nördlichste Norwegen.